# 武田邦宣
武田 邦宣（たけだ くにのぶ、1971年 - ）は、日本の法学者。専門は経済法。学位は、博士（法学）。大阪大学大学院法学研究科長・教授。元国立大学法人大阪大学副理事。公正取引委員会競争政策研究センター主任研究官。公正取引協会横田正俊記念賞、KDDI総合研究所Nextcom情報通信論文賞受賞。

## 人物・経歴
兵庫県姫路市生まれ。兵庫県立姫路東高等学校を経て、1993年神戸大学法学部卒業。1998年神戸市外国語大学専任講師。1999年神戸大学大学院法学研究科博士課程修了、博士（法学）。2000年神戸市外国語大学助教授に昇格。2002年大阪大学大学院法学研究科法学・政治学専攻助教授。2011年度公正取引協会横田正俊記念賞受賞。
2013年大阪大学大学院法学研究科法学・政治学専攻教授に昇格。同年第2回KDDI総合研究所Nextcom情報通信論文賞受賞。2016年国立大学法人大阪大学副理事。2023年大阪大学大学院法学研究科長・法学部長。
この間、公正取引委員会競争政策研究センター主任研究官、総務省情報通信政策研究所特別研究員、経済産業省電力・ガス取引監視等委員会の検証に関する専門会合委員、日本経済再生本部未来投資会議地方施策協議会委員、資源エネルギー庁総合資源エネルギー調査会電力・ガス事業分科会電力・ガス基本政策小委員会ガス事業制度検討ワーキンググループ委員、日本経済法学会理事なども務めた。

## 著書
- 『合併規制と効率性の抗弁 』多賀出版 2001年
- 『企業結合ガイドラインの解説と分析』（川濱昇, 泉水文雄, 宮井雅明, 和久井理子, 池田千鶴と共著）商事法務 2008年
- 『条文から学ぶ独占禁止法』（土田和博,栗田誠, 東條吉純と共著）有斐閣 2014年
- 『論点解析経済法』（川濵昇, 和久井理子と共編著）商事法務 2014年